# Giovanni Ballico
Giovanni Ballico (Lonigo, 28 novembre 1924 – Schio, 12 marzo 2023) è stato un calciatore, allenatore di calcio e dirigente sportivo italiano, di ruolo centrocampista.

## Carriera

### Giocatore
Cresce nello Schio esordendo in Serie C nel 1942. Bloccato come tanti altri calciatori nati tra la fine degli anni 1910 e l'inizio degli anni 1920, dal precipitare della situazione nel secondo conflitto mondiale, torna in campo sempre con lo Schio nel 1945.
Al termine del primo campionato del dopoguerra, Ballico passa alla SPAL in Serie B proprio nell'anno in cui il suo presidente, Paolo Mazza, ha concluso la cessione di un conterraneo di Ballico, Mario Astorri, anche lui proveniente dallo Schio. Una serie di malanni limita le sue prestazioni e gioca 8 partite.
Nel 1947 passa alla Sampdoria, con cui esordisce in Serie A il 14 settembre 1947 e sarà la prima delle 160 gare di campionato che Ballico giocherà con i blucerchiati in sette stagioni, senza mai segnare una rete.
Ballico esordirà anche, l'11 novembre 1951, in Nazionale giovanile, come allora si chiamava l'Under-21, giocando contro l'Egitto. Nel corso di quella partita si infortunò e venne spostato all'ala non essendovi allora la possibilità di sostituire i giocatori durante la gara.
Nel 1954, a 30 anni, torna in Serie B con il Palermo. Colleziona 45 partite nel campionato cadetto in due campionati con i rosanero, disputando un nuovo campionato di Serie A, l'ultimo, sfruttando la promozione dei siciliani nella massima serie avvenuta nella stagione 1955-1956. Disputate le ultime 12 partite in Serie A, segue il Palermo di nuovo in B dove scende in campo per altre 29 volte e chiudendo nel 1958 con il calcio giocato.
In carriera ha totalizzato complessivamente 172 presenze in Serie A e 82 presenze ed una rete in Serie B.

### Allenatore e dirigente
Inizierà successivamente la carriera prima di allenatore, con il Palermo in Serie A nel 1962-1963 ed altre formazioni di Serie B e C fra le quali il Rovereto, poi di direttore sportivo, tornando a Ferrara in quest'ultima veste nel 1977 ed avendo assieme a Ottavio Bianchi e Ottavio Bugatti la responsabilità della conduzione della SPAL in Serie B. Nel 1978 diviene il d.s. del Lanerossi Vicenza, in Serie A e nel medesimo ruolo nel medesimo ruolo nel Pescara in Serie B che viene promosso in Serie A e al quale viene riconfermato come manager anche nella massima serie. È al Padova come segretario nella promozione nel campionato di Serie C2 nel 1981, ruolo che mantiene in Serie C1.
Scomparso nel 2023 all'età di 98 anni, al momento del decesso era l'ex allenatore più anziano d'Italia.